# 粟屋元相
粟屋 元相（あわや もとすけ）は、戦国時代から江戸時代初期にかけての武将。毛利氏の譜代家臣で、周防下松藩家老。父は粟屋就方。

## 生涯
弘治2年（1556年）、毛利氏の譜代家臣である粟屋就方の長男として生まれる。
慶長8年（1603年）、前年に生まれた毛利就隆の傅役として付けられ、翌慶長9年（1604年）に御抱守側用人として就隆に付けられた奈古屋元忠、福間元道、榎本元信と共に家老となった。
慶長17年（1612年）に弟の五兵衛が病死したため、同年11月2日に三男の元智に五兵衛の家督と長門国厚東郡吉部郷の内の200石の地を相続させる。
元和3年（1617年）4月28日に就隆への領地の打渡が行われて下松藩（後の徳山藩）が成立した際には、萩藩の当職である井原元以から打渡坪付帳を受け取っている。同年7月9日には三男・元智が元相の307石の知行を相続することを毛利輝元と秀就に認められた。
寛永7年（1630年）5月14日に死去。享年75。嫡男の木工允に200石を分知していたが早くに病死しており、元相の下松藩での500石の知行は幼少の頃から就隆に仕えていた次男の隆方が相続した。